# ATP Nizza 1979
L'ATP Nizza 1979 è stato un torneo di tennis giocato sulla terra rossa. È stata l'8ª edizione del torneo, che fa parte del Colgate-Palmolive Grand Prix 1979. Si è giocato a Nizza in Francia dal 2 all'8 aprile 1979.

## Campioni

### Singolare maschile
Víctor Pecci ha battuto in finale  John Alexander con il punteggio di 6–3, 6–2, 7–5

### Doppio maschile
Paul McNamee /  Peter McNamara hanno battuto in finale  Pavel Složil /  Tomáš Šmíd con il punteggio di 6–1, 3–6, 6–2